# (692) Hippodamia
(692) Hippodamia – planetoida należąca do zewnętrznej części pasa głównego asteroid okrążająca Słońce w ciągu 6 lat i 82 dni w średniej odległości 3,38 j.a. Została odkryta 5 listopada 1901 roku w Landessternwarte Heidelberg-Königstuhl w Heidelbergu przez Maxa Wolfa i Augusta Kopffa. Nazwa planetoidy pochodzi od Hippodamei, żony Pelopsa w mitologii greckiej (została zainspirowana literami oznaczenia asteroidy (1901 HD) w imieniu HippoDamia). Przed jej nadaniem planetoida nosiła oznaczenie tymczasowe (692) 1901 HD.